# Cladochaeta pleurvitta
Cladochaeta pleurvitta är en tvåvingeart som beskrevs av David Grimaldi och Nguyen 1999. Cladochaeta pleurvitta ingår i släktet Cladochaeta och familjen daggflugor.
Artens utbredningsområde är Costa Rica. Inga underarter finns listade i Catalogue of Life.